# آرنولد کلوژ
آرنولد کلوژ (انگلیسی: Arnold G. Kluge؛ زادهٔ ۱۹۳۵) جانورشناس اهل ایالات متحده آمریکا است.
وی همچنین برندهٔ جوایزی همچون برنامه فولبرایت و کمک‌هزینه گوگنهایم شده‌است.